# Harry Reijnders
H.C.H. (Harry) Reijnders (1954) is een Nederlands architect die vooral bekend is geworden als architect van de Nederlandse Spoorwegen in de jaren 80 en 90, waarin hij enkele spraakmakende ontwerpen maakte.
Reijnders trad in 1983 in dienst bij het architectenbureau van de NS onder leiding van Koen van der Gaast. Met collega architecten Peter Kilsdonk en Rob Steenhuis werkte hij aan de nieuwe generatie stations van de jaren 80, waarin veel staal en glas werd verwerkt. In deze periode ontwierp hij onder andere het stationsgebouw van Amsterdam Sloterdijk (1986).
In 1993 en 1996 volgden respectievelijk de stations Rotterdam Blaak en Leiden Centraal. Per 1 januari 1997 volgde Reijnders Cees Douma op als NS-bouwmeester. Deze functie vervulde hij aan tot april 1998, waarna hij NS wegens "niet te overbruggen verschillen van inzicht" verliet.
Hoewel niet meer direct betrokken bij de spoorwegarchitectuur voelt Reijnders zich hierna nog sterk verbonden aan zijn ontwerpen, zoals blijkt bij zijn verzet tegen verbouwingsplannen voor station Leiden Centraal in 2008, zonder de verplichte bouwvergunning.

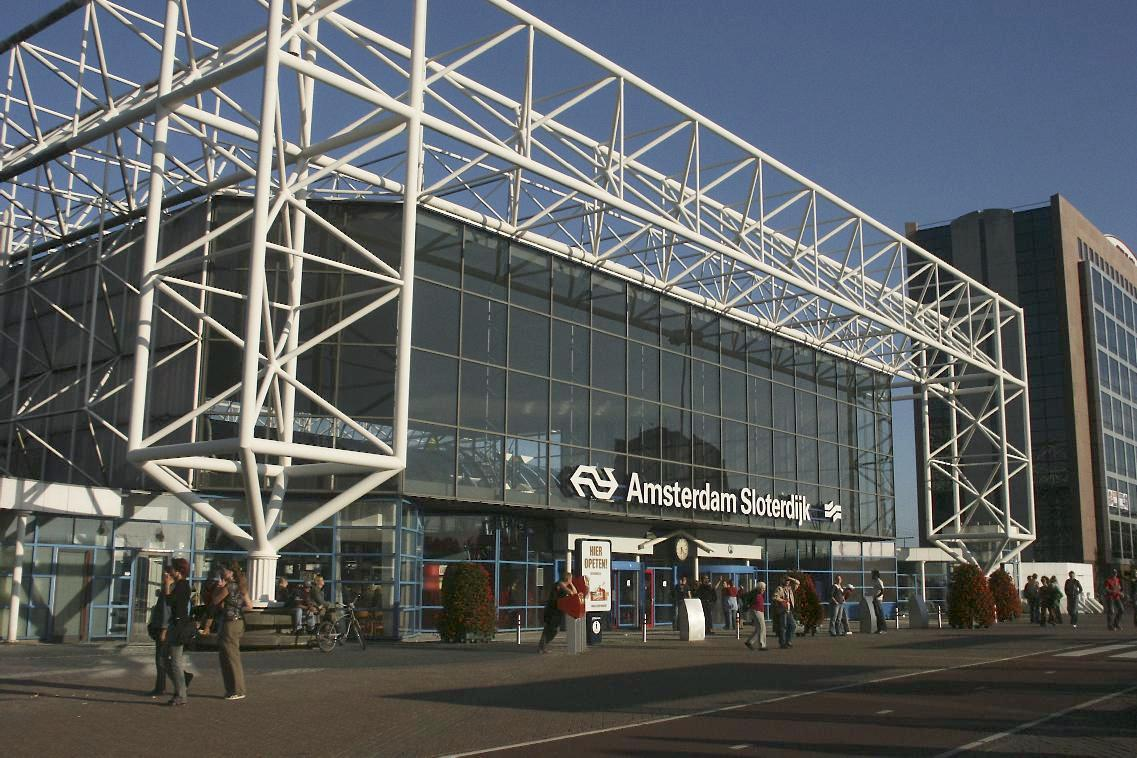
Amsterdam Sloterdijk (1986)
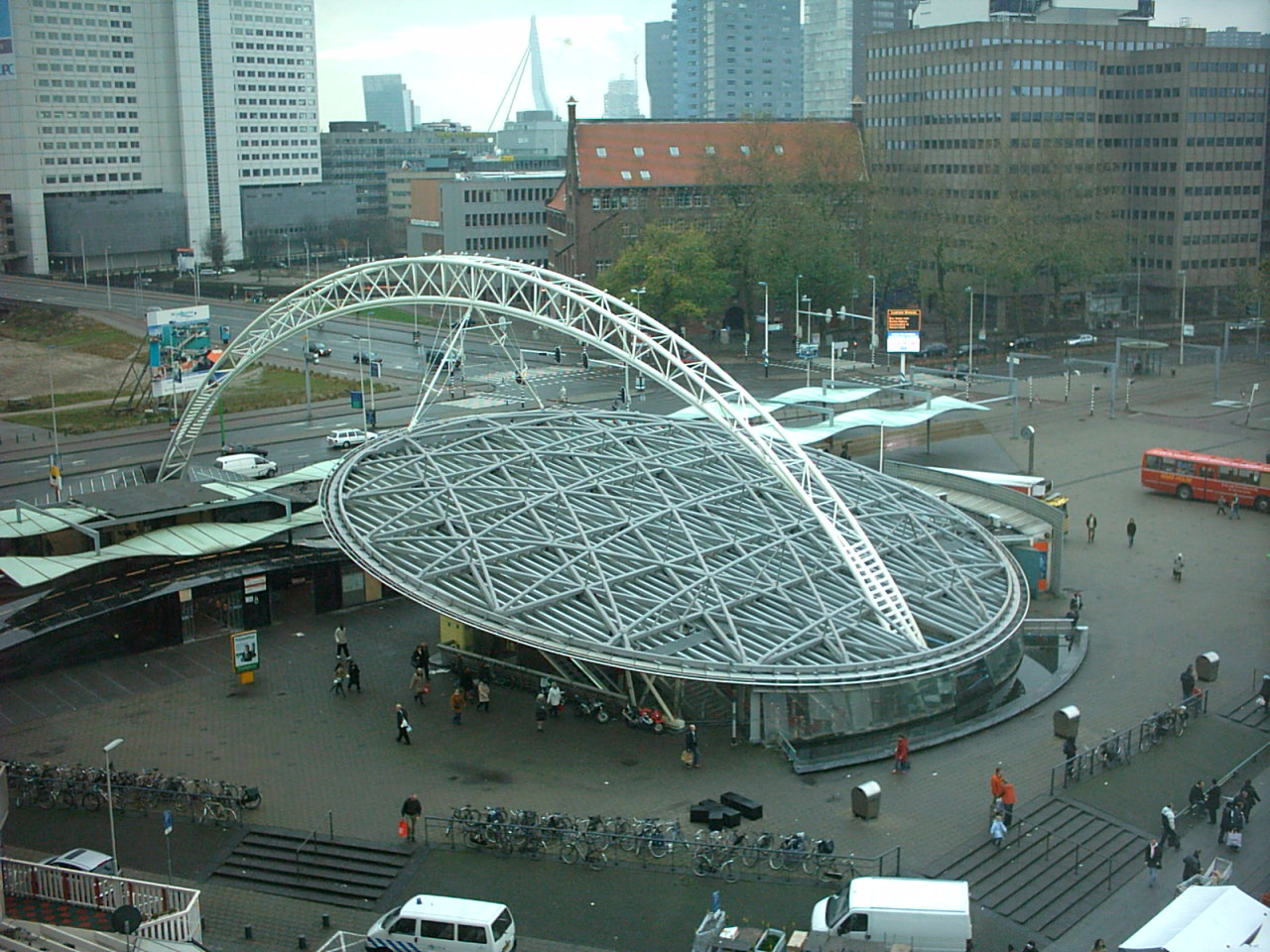
Rotterdam Blaak (1993)
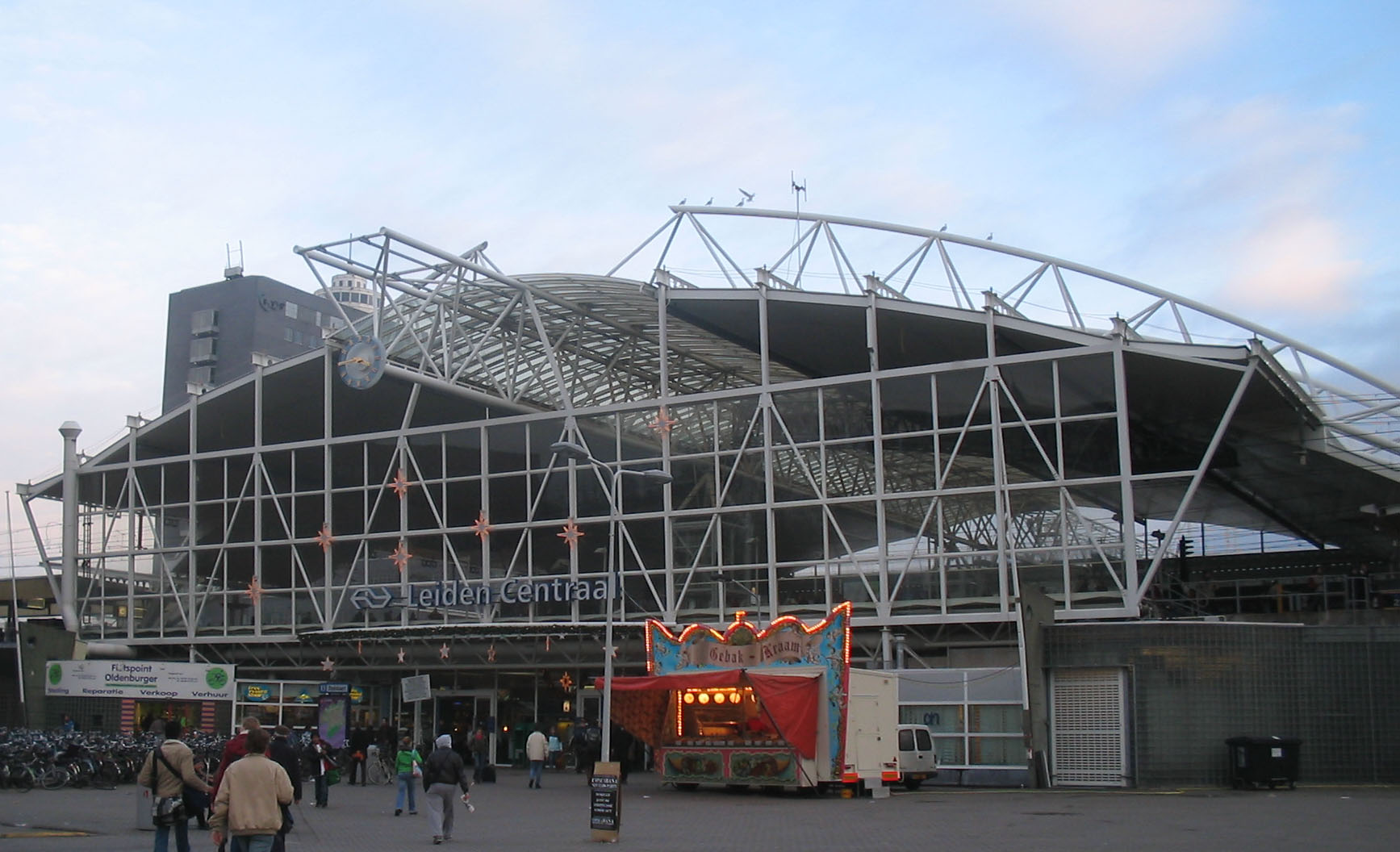
Leiden Centraal (1996)
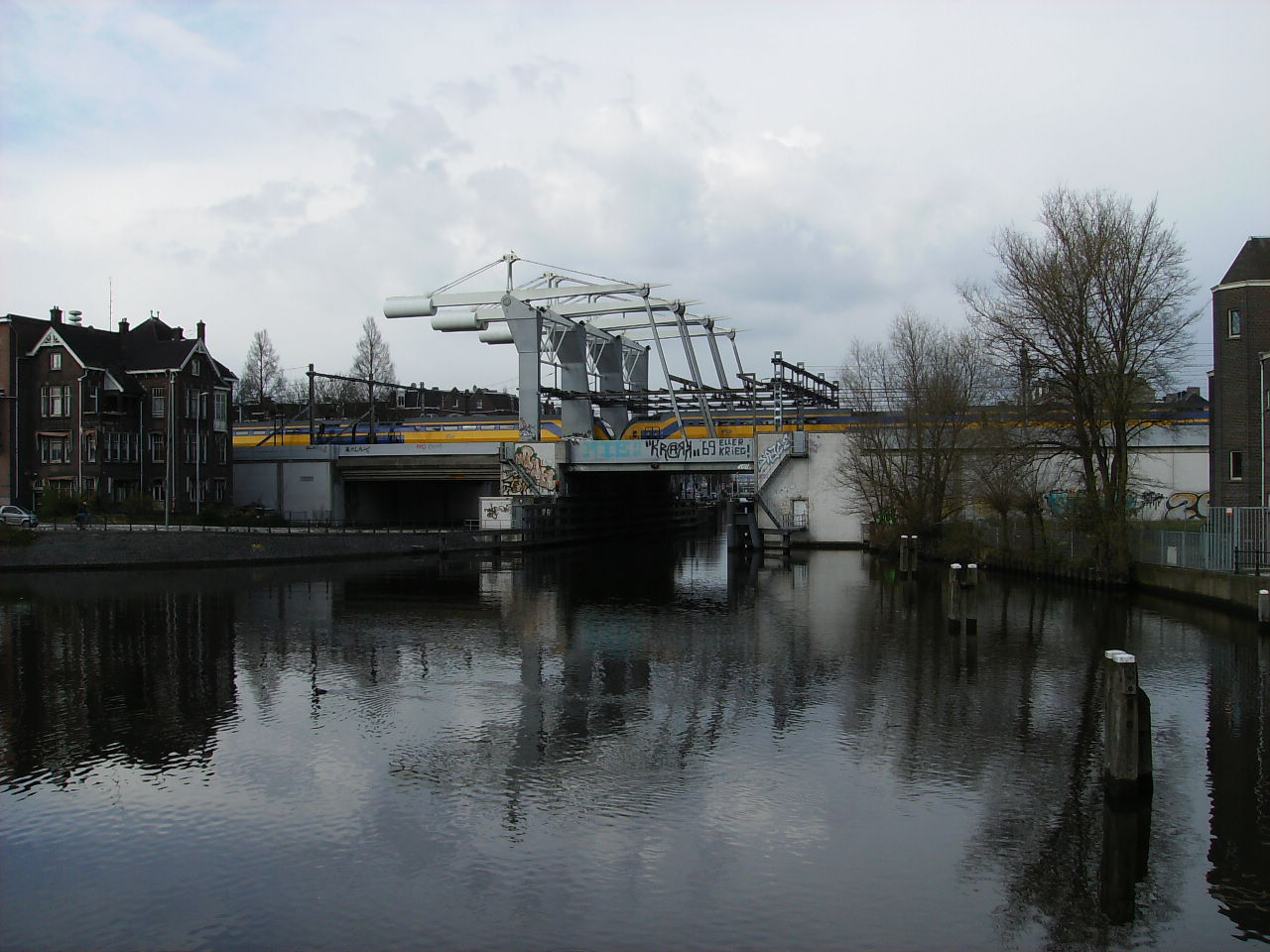
Singelgrachtbrug (1997)

- RKD-Nederlands Instituut voor Kunstgeschiedenis: 281877
- Union List of Artist Names: 500028970
- Virtual International Authority File: 95860439